# Estany de Thau
L'Estany de Thau (en occità Estanh de Taur, en francès Etang de Thau) és l'estany, o més aviat la llacuna d'aigua salabrosa més gran del Llenguadoc, amb un volum d'aigua de 340 milions de metres cúbics. La temperatura de l'aigua varia entre 7 i 24 °C. Té una superfície d'unes 7.500 hectàrees i una fondària mitjana de cinc metres. La llargària màxima és de 21 km i la màxima fondària és de 32 m que es troba al punt anomenat en occità Trauc de la Bisa.
La seva grandària i la seva fondària la distingeixen dels altres estanys de la regió, s'expliquen per la geomorfologia de la zona; hi ha un sinclinal d'un plegament en el qual la muntanya de la Gardiòla, al nord-est, n'és l'anticlinal. Les ciutats de Seta i Agde són als seus extrems est i oest. A l'est hi ha la reserva natural de Banhàs (en francès:étang et marais du Bagnas) que és una reserva ornitològica protegida.Com aprofitament econòmic s'hi crien ostres i musclos 
L'estany de Taur està separat del mar Mediterrani per un cordó litoral de sorra que uneix el volcà d'Agde i el Puig de Sant Clar (en occità Puòg de Sant Clar). Comunica amb el mar pel grau de les Quilhas a Seta i pel grau de Pissa-Sauma a Massilhan. Rep l'aigua del Canal de les dues mars o Canal del Migdia, que a través d'aquest estany es comunica amb el port de Seta i des d'aquí al Roine amb el Canal del Roine a Seta.